# Klasa C
Il campionato di Klasa C rappresenta l'ultimo livello in assoluto del campionato polacco di calcio. Non tutti i voivodati della Polonia organizzano il torneo di Klasa C; per molti, l'ultimo livello corrisponde al campionato di Klasa B.
I voivodati nei quali si disputa la Klasa C sono i seguenti:
9º livello
- Bassa Slesia
- Lublino
- Lubusz
- Opole
- Precarpazi
- Slesia

10º livello
- Piccola Polonia

Chi è promosso viene ammesso al campionato di Klasa B, mentre essendo l'ultimo livello del sistema calcistico non sono previste retrocessioni.